# Gnidia wilmsii
Gnidia wilmsii är en tibastväxtart som först beskrevs av C.H. Wr., och fick sitt nu gällande namn av Adolf Engler. Gnidia wilmsii ingår i släktet Gnidia och familjen tibastväxter. Inga underarter finns listade i Catalogue of Life.